# Klaus Kater
Klaus Kater, nemški rokometaš, * 16. junij 1948, Marienheide.
Leta 1972 je na poletnih olimpijskih igrah v Münchnu v sestavi zahodnonemške rokometne reprezentance osvojil šesto mesto.